# 长江路 (上海)
长江路是中華人民共和國上海市宝山區一條東西走向道路，西起长江西路，东至逸仙路，全长1941米，宽25米。長江路具體修建時間未知，最初為一條小路，中華民国27年（1938年）延伸至张庙，道路命名為张庙路。中華民国32年（1943年）后更名為大上海路。1959年更名為長江路，路名來自於长江。道路沿途有吳淞煤气厂。